# Ajakasi no siro
Az Ajakasi no Siro (あやかしの城; Hepburn: Ayakashi no Shiro, ’Ajakasi kastélya’) egy szerepjáték, melyet a SETA Corporation fejlesztett és jelentetett meg 1990-ben, kizárólag Game Boy kézikonzolrara. A játékot soha nem adták ki Japánon kívül.

## Játékmenet
Az Ajakasi no siro körökre osztott dungeon crawl játék. A játékos a labirintusokban a karakterét belsőnézetből irányítja, amikben véletlenszerűen következnek be a harcok. Amikor egy harc elkezdődik a játékos egy menürendszerből több opciót is választhat az ellenfelekkel való harc felvételére.